# 水池公美
水池 公美（みずいけ ひろみ）は、近畿地方を拠点に活動していたタレント。大阪府出身。大阪スクールオブミュージック専門学校卒業。
活動当時は大阪テレビタレントビューロー (TTB) に所属し、主にリポーターやナレーターとして活動していた。
2011年3月にTTBを退所し、アルバイト先で知り合った男性と同年8月に結婚した。

## 人物
- 身長147cm。血液型O型。
- 趣味・特技はピアノ演奏、書道、殺陣、バレーボール観戦。
- 愛称は「みずっち」。水池本人もブログの執筆を「みずっち」名義で行っていた。

## 出演

### テレビ番組
- 8時です！生放送!! 月曜日です！[3]（ジェイコムウエスト） - リポーター
- まいどわいど！わが街ねっとわーく[4]（ジェイコムウエスト） - リポーター
- ごきげんちゃんぷる〜[5]（高槻ケーブルネットワーク） - ナレーター
- こちらジェイコム高槻です[6]（高槻ケーブルネットワーク） - ナレーター
- 街かどほっとらいん[7][8]（高槻ケーブルネットワーク） - 月曜・火曜担当

### ラジオドラマ
- クロック時計を止めて（OBCラジオ）
- Hittheball, Haveago! （OBCラジオ）
- ミラクル劇場（みのおFM）

### CM
- ワンダ・モーニングショット（アサヒ飲料）
- 京都造形芸術大学
- キヨウシステム
- NTTドコモ関西
- FromA（リクルート）
- National
- フランスラージュ枚方
- イシダ
- ヨシケイ
- 日本ハム